# 王守武
王守武（1919年3月15日—2014年7月30日），男，江苏苏州人，中国半导体器件物理学家，中国科学院半导体研究所研究员、微电子中心名誉主任，中国半导体科学奠基人之一。

## 生平
4岁时移居上海，父亲退休后回到苏州，转入苏州中学就读。1941年毕业于同济大学。1946年获美国普渡大学硕士学位，1949年获博士学位。
1980年当选为中国科学院院士（学部委员）。

### 逝世
北京时间2014年7月30日16时15分，在美国逝世。

## 家族
祖父王颂蔚，祖母王谢长达。伯父王季烈。父亲王季同，兄弟姐妹王淑贞、王守竞、王明贞、王守璨、王守融、王守觉等。